# Grand Prix Sezon 1928

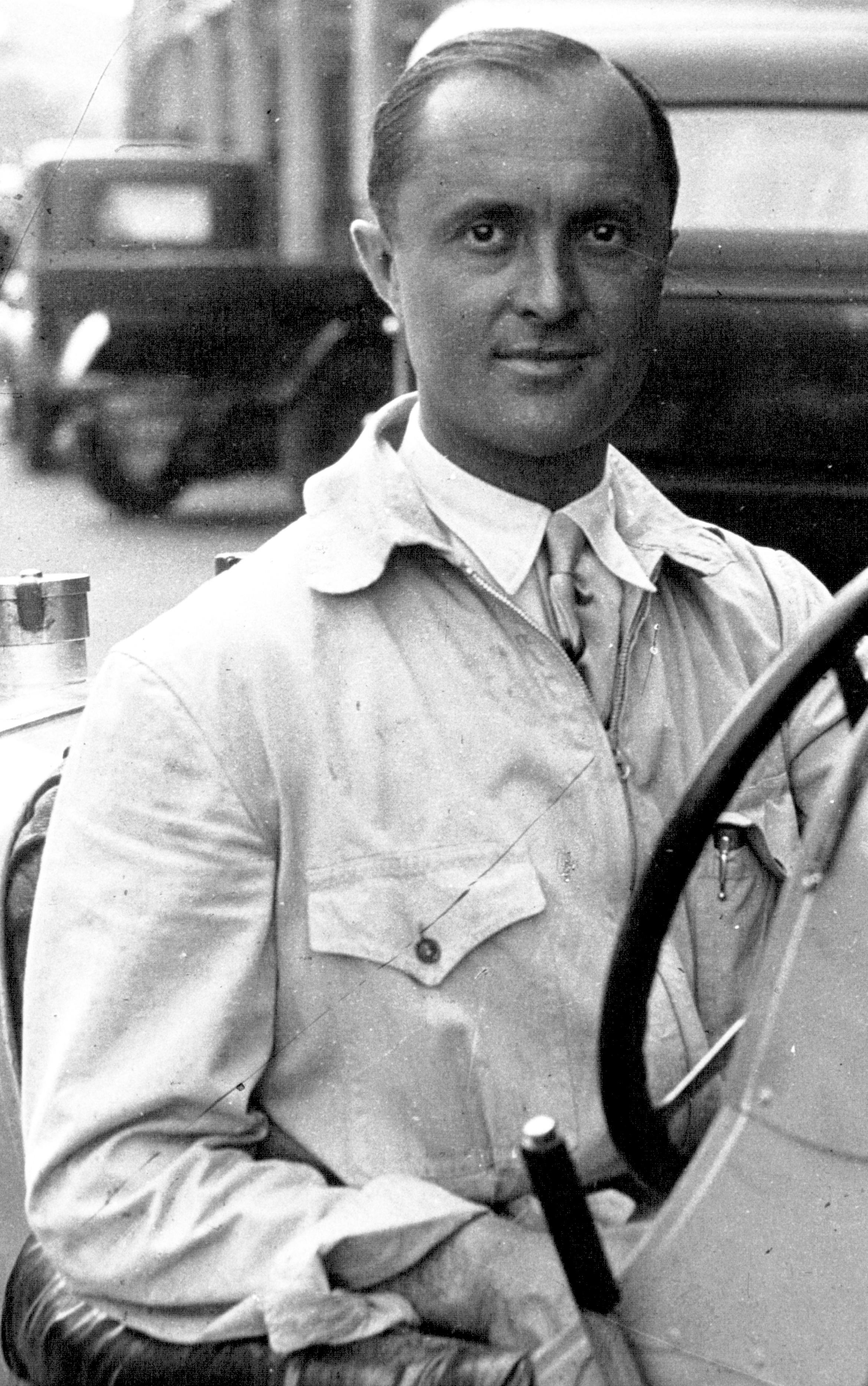
Louis Chiron

Sezon Grand Prix 1928 – kolejny sezon z cyklu Wyścigów Grand Prix. Najbardziej utytułowanym kierowcą był Louis Chiron, który wygrał siedem wyścigów.

## Podsumowanie Sezonu

### Grandes Épreuves
| Data       | Grand Prix                         | Tor          | Zwycięzca (kierowcy) | Zwycięzca (konstruktorzy) | Wyniki |
| ---------- | ---------------------------------- | ------------ | -------------------- | ------------------------- | ------ |
| 30 maja    | Indianapolis 500                   | Indianapolis | Louis Meyer          | Miller                    | Wyniki |
| 9 września | Grand Prix Włoch Grand Prix Europy | Monza        | Louis Chiron         | Bugatti                   | Wyniki |

### Pozostałe Grand Prix
| Data        | Grand Prix               | Tor           | Zwycięzca (kierowcy)  | Zwycięzca (konstruktorzy) | Wyniki |
| ----------- | ------------------------ | ------------- | --------------------- | ------------------------- | ------ |
| 11 marca    | Grand Prix Trypolisu     | Trypolis      | Tazio Nuvolari        | Bugatti                   | Wyniki |
| 11 marca    | Circuit d'Esterel Plage  | Saint-Raphaël | Louis Chiron          | Bugatti                   | Wyniki |
| 25 marca    | Pozzo Circuit            | Pozzo         | Tazio Nuvolari        | Bugatti                   | Wyniki |
| 1 kwietnia  | Riviera Circuit          | Cannes        | Louis Chiron          | Bugatti                   | Wyniki |
| 9 kwietnia  | Grand Prix Antibes       | Garoupe       | Louis Chiron          | Bugatti                   | Wyniki |
| 22 kwietnia | Alessandria Circuit      | Alessandria   | Tazio Nuvolari        | Bugatti                   | Wyniki |
| 6 maja      | Coppa Florio             | Madonie       | Albert Divo           | Bugatti                   | Wyniki |
| 6 maja      | Targa Florio             | Madonie       | Albert Divo           | Bugatti                   | Wyniki |
| 6 maja      | Grand Prix Algierii      | Staouéli      | Marcel Lehoux         | Bugatti                   | Wyniki |
| 13 maja     | Messina Cup              | Mesyna        | Edwald Probst         | Bugatti                   | Wyniki |
| 16 maja     | Grand Prix Burgundii     | Dijon         | Jannine Jennky        | Bugatti                   | Wyniki |
| 20 maja     | Etna Cup                 | Katania       | Baconin Borzacchini   | Maserati                  | Wyniki |
| 3 czerwca   | Grand Prix Tunisu        | Bardou        | Marcel Lehoux         | Bugatti                   | Wyniki |
| 3 czerwca   | Mugello Circuit          | Mugello       | Emilio Materassi      | Talbot                    | Wyniki |
| 10 czerwca  | Grand Prix Picardy       | Péronne       | Henry Auber           | Bugatti                   | Wyniki |
| 10 czerwca  | Thuin Circuit            | Thuin         | „Delzaert”            | Bugatti                   | Wyniki |
| 12 czerwca  | Grand Prix Rzymu         | Tre Fontane   | Louis Chiron          | Bugatti                   | Wyniki |
| 24 czerwca  | Cremona Circuit          | Cremona       | Luigi Arcangeli       | Talbot                    | Wyniki |
| 8 lipca     | Grand Prix de la Marne   | Reims-Gueux   | Louis Chiron          | Bugatti                   | Wyniki |
| 25 lipca    | Grand Prix San Sebastián | Lasarte       | Louis Chiron          | Bugatti                   | Wyniki |
| 4 sierpnia  | Coppa Acerbo             | Pescara       | Giuseppe Campari      | Alfa Romeo                | Wyniki |
| 19 sierpnia | Coppa Montenero          | Montenero     | Emilio Materassi      | Talbot                    | Wyniki |
| 23 sierpnia | Grand Prix de la Baule   | La Baule      | Pierre Blacque Belair | Bugatti                   | Wyniki |
| 9 września  | Grand Prix Boulogne      | Boulogne      | Malcolm Campbell      | Delage                    | Wyniki |